# Indigofera sokotrana
Indigofera sokotrana är en ärtväxtart som beskrevs av Friedrich Vierhapper. Indigofera sokotrana ingår i släktet indigosläktet, och familjen ärtväxter. Inga underarter finns listade i Catalogue of Life.